# سامسونج جالكسي نوت 10.1
سامسونج جلاكسي نوت 10.1 (بالإنجليزية: Samsung Galaxy Note 10.1)‏ هو هاتف محمول من إلكترونيات سامسونج يعمل بنظام أندرويد، تم طرحه في الأسواق في 2012.

## الخصائص

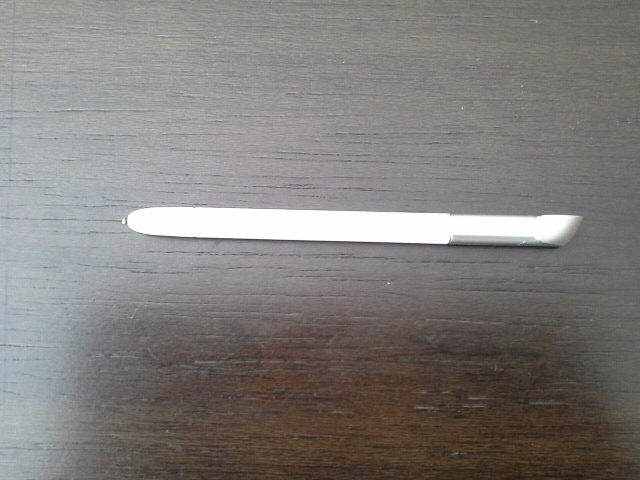
قلم S,S pen

- نظام التشغيل: أندرويد
- الشاشة: إل سي دي
- الوزن: 600 غرام
- يحتوي أيضا على قلم S

## وصلات خارجية
- الموقع%20الإلكتروني